# 박건우 (1985년)
박건우(朴健堣, 1985년 4월 6일 ~ )는 전 KBO 리그 롯데 자이언츠의 투수이다. 2013 시즌 도중 박동욱(朴東煜)에서 개명하였다.

## 현대 유니콘스/ 히어로즈 시절
2004년 신인 지명에서 2차 2라운드 13순위로 현대 유니콘스로 입단했다. 주로 2군에 머물면서 별 활약을 보이지 못하다가 2009년 시즌 후 히어로즈에서 방출된 뒤 2010년 LG 트윈스가 그를 영입했다.

## LG 트윈스시절
2010년 9월 14일 한화 이글스전에 프로 데뷔 첫 선발로 등판했고 2010년 9월 18일 잠실 KIA 타이거즈전에서 프로 데뷔 후 첫 승을 거두었다.

## 롯데 자이언츠로의 이적
2011년 11월 22일 처음 실시된 2차 드래프트를 통해 롯데 자이언츠로 이적한다. 2013년 11월 26일 보류선수 명단에서 제외되면서 팀을 떠났다.

## 출신학교
- 여수미평초등학교
- 여수중학교
- 영흥고등학교

## 통산기록
| 년도 | 팀    | 평균자책 | 경기수 | 승 | 패 | 세 | 홀드 | 완투 | 완봉 | 이닝  | 피안타 | 피홈런 | 4사구 | 탈삼진 | 실점 | 자책점 |
| ---- | ----- | -------- | ------ | -- | -- | -- | ---- | ---- | ---- | ----- | ------ | ------ | ----- | ------ | ---- | ------ |
| 2010 | LG    | 4.06     | 13     | 1  | 0  | 1  | 0    | 0    | 0    | 31    | 30     | 2      | 17    | 22     | 16   | 14     |
| 2011 | LG    | 81.00    | 1      | 0  | 1  | 0  | 0    | 0    | 0    | 0 1/3 | 3      | 0      | 2     | 0      | 4    | 4      |
| 2012 | 롯데  | 5.79     | 4      | 0  | 1  | 0  | 0    | 0    | 0    | 4 2/3 | 5      | 1      | 2     | 3      | 3    | 3      |
| 통산 | 3시즌 | 5.00     | 18     | 1  | 0  | 1  | 0    | 0    | 0    | 36    | 38     | 3      | 21    | 25     | 23   | 20     |